# Vilmos Vanczák
Vilmos Vanczák (Miskolc, 20 juni 1983) is een Hongaars voetballer die bij het Zwitserse FC Sion speelt. Hij kan zowel ingezet worden als vleugelverdediger en als centrale verdediger. In 2004 debuteerde hij in het Hongaars voetbalelftal.

## Clubcarrière
Vanczák speelde in de jeugd voor Diósgyőri VTK, Vasas SC en Újpest FC. In 2003 maakte hij zijn opwachting in het eerste elftal van Újpest FC. Daarvoor deed hij reeds wedstrijdervaring op bij Fóti SE. Tijdens het seizoen 2006/07 werd de verdediger uitgeleend aan de Belgische eersteklasser Sint-Truiden. Op 17 juli 2007 tekende hij een vierjarig contract bij FC Sion. Sindsdien speelde de Hongaars international meer dan 200 competitiewedstrijden in de Zwitserse Super League.

## Interlandcarrière
Op 30 november 2004 debuteerde Vanczák voor Hongarije in de King's Cup tegen Slowakije. In december 2005 was hij tweemaal aanvoerder van zijn land in de oefeninterlands tegen Mexico en Antigua en Barbuda. Op 3 maart 2010 maakte hij zijn eerste doelpunt voor Hongarije in een vriendschappelijke interland tegen Rusland.